# Кабало
Кабало (фр. Kabalo) — місто-порт на річці Луалаба в Демократичній Республіці Конго, провінція Танганьїка.

## Історія
У роки Другої конголезької війни тут відбулися запеклі бої між зімбабвійськими інтервентами і повстанцями РКД, що зайняли місто ще в жовтні 1998 року.

## Географія
Місто знаходиться за 1200 км на південний схід від Кіншаси, за 600 км на північний захід від руандійського кордону і за 500 км на північ від Лубумбаші, на висоті 530 м над рівнем моря.

## Населення
У 2010 році населення міста за оцінками становило 58 332 людини.